# فريدريك روبرتس (لاعب كريكت)
فريدريك روبرتس (5 يونيو 1881 - ) (بالإنجليزية: Frederick Roberts)‏ هو لاعب كريكت بريطاني.